# Goldschmidt Cirque
Il Goldschmidt Cirque è un circo glaciale che si trova sul fianco occidentale delle Trueman Terraces, nella parte orientale dei Monti Read, che fanno parte della Catena di Shackleton, nella Terra di Coats in Antartide. 
Nel 1967 fu effettuata una ricognizione aerofotografica da parte degli aerei della U.S. Navy. Un'ispezione al suolo fu condotta dalla British Antarctic Survey (BAS) nel periodo 1968-71.
Ricevette l'attuale denominazione nel 1971 dal Comitato britannico per i toponimi antartici (UK-APC), in onore del geochmico norvegese Victor Moritz Goldschmidt, pioniere nello studio della chimica dei cristalli.